# Saint-Martin-de-Lixy
Saint-Martin-de-Lixy is een gemeente in het Franse departement Saône-et-Loire (regio Bourgogne-Franche-Comté) en telt 91 inwoners (2009). De plaats maakt deel uit van het arrondissement Charolles.

## Geografie
De oppervlakte van Saint-Martin-de-Lixy bedraagt 4,1 km², de bevolkingsdichtheid is dus 22,2 inwoners per km².
De onderstaande kaart toont de ligging van Saint-Martin-de-Lixy met de belangrijkste infrastructuur en aangrenzende gemeenten.

## Demografie
Onderstaande figuur toont het verloop van het inwonertal (bron: INSEE-tellingen).